# Leszek Cichy
Leszek Roman Cichy (* 14. listopadu 1951) je polský horolezec. V roce 1980 jako první člověk dokázal spolu s Krzysztofem Wielickim zdolat nejvyšší horu světa Mount Everest v zimním období. Poté se stal prvním Polákem, který dokončil Seven Summits.

## Úspěšné výstupy na osmitisícovky
- 1975 Gašerbrum II (8035 m n. m.)
- 1978 Makalu (8465 m n. m.)
- 1980 Mount Everest (8849 m n. m.)

## Další úspěšné výstupy
- 1984 východní vrchol Kančendžengy Yalung Kang (8505 m n. m.)
- 1984 Elbrus (5642 m n. m.)
- 1987 Aconcagua (6961 m n. m.)
- 1989 Denali (6190 m n. m.)
- 1998 Vinson Massif (4892 m n. m.)
- 1998 Kilimandžáro (5895 m n. m.)
- 1998 Mount Kosciuszko (2228 m n. m.)
- 1999 Puncak Jaya (4884 m n. m.)